# Hvalfangstmuseet

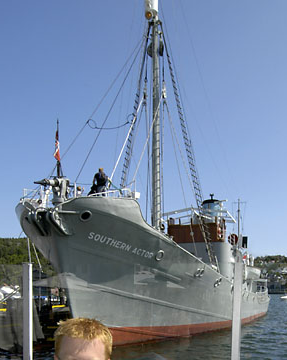
Southern Actor

Le Hvalfangstmuseet ou Musée de la chasse à la baleine est un musée consacré à la chasse à la baleine situé à Sandefjord, en Norvège. C'est le seul musée de ce type en Europe.

## Historique
Le musée de Sandefjord fut inauguré grâce à une donation du Consul Lars Christensen, fils de l'armateur et baleinier Christen Christensen ; son nom complet est d'ailleurs Commander Christen Christensen's Whaling Museum. Ouvert en 1917, il fut l'un des premiers musées du pays, proposant notamment des informations concernant l'Antarctique et la chasse à la baleine.
Le musée a été agrandi en 1981.

## Collections
Le musée abrite une collection de 150 000 photographies dont 30 000 liées à la pêche à la baleine ainsi qu'une bibliothèque dédiée. Il abrite aussi un baleinier de 1950, le Southern Actor, restauré et ouvert au public.